# Сина, Симон Георг фон
Барон Симон Георг фон Сина (англ. Simon Georg Freiherr von Sina; 15 августа 1810, Вена — 15 апреля 1876, там же) — австрийский предприниматель и меценат. Сын Георга Симона фон Сина.
С. Г. фон Сина изучал философию и астрономию. Значительную часть своего состояния он истратил на создание общеобразовательных учреждений — таких, как новое здание Венского университета и Будапештскую Академию искусств. Сина являлся также основателем Афинской Академии и Афинской обсерватории. Финансировал строительство Кафедрального собора в Афинах и Греческого православного кафедрального собора в Вене.
Расходы на благотворительность Сины были столь велики, что его четыре дочери после смерти отца были вынуждены продать великолепный венский дворец семейства фон Сина.
В честь С. Г. фон Сины назван на Луне кратер Синас.